# Helmut Hölzer
Helmut Hoelzer era un ingeniero de cohetes V-2 de la Alemania nazi que fue llevado a Estados Unidos en el marco de la Operación Paperclip. Hoelzer fue el inventor y constructor del primer ordenador analógico electrónico del mundo.

## Vida
En octubre de 1939, mientras trabajaba para la empresa de electrónica Telefunken en Berlín, Hoelzer se reunió con Ernst Steinhoff, Hermann Steuding y Wernher von Braun  en relación con los haces guía para un cuerpo volador. A fines de 1940 en Peenemünde, Hoelzer era jefe de la división de haces guía (asistente de Henry Otto Hirschler ), que desarrolló un sistema de planos guía que alternaba una señal transmitida desde dos antenas situadas a corta distancia, así como un dispositivo mezclador de tubos de vacío (en alemán: Mischgerät) que corregía el impulso que perturbaría un objeto que se hubiera desplazado de nuevo sobre la pista. En otoño de 1941, el "dispositivo mezclador" de Hoelzer se utilizaba para medir la velocidad de los cohetes V-2 en lugar de los giroscopios de velocidad.
Luego, a principios de 1942, Hoelzer construyó una computadora analógica para calcular y simular trayectorias de cohetes V-2. El equipo de Hoelzer también desarrolló el sistema de telemetría Messina. Tras evacuar Peenemünde para una Alpenfestung (Fortaleza Alpina), Hoelzer regresó a Peenemünde en motocicleta para buscar partes de su tesis doctoral antes de rendirse a las fuerzas de los Estados Unidos al final de la Segunda Guerra Mundial .
Hoelzer fue alumno de Alwin Walther .

## Familia
Uno de sus nietos es la nadadora olímpica Margaret Hoelzer.